# Oscar Borchardt
Oscar Borchardt, född den 2 november 1845 i Berlin, död där den 20 oktober 1917, var en tysk rättslärd.
Borchardt, som en följd av år var anställd i stadsdomstolen i sin hemstad, skrev bland annat Die geltenden Handelsgesetze des Erdballs (5 band, 1883-87). Han blev riddare av Nordstjärneorden 1887.